# 拉讷维尔西尔贝尔纳
拉讷维尔-西尔贝尔纳（法語：La Neuville-Sire-Bernard，發音：[la nøvil siʁ bɛʁnaʁ]）是法国上法兰西大区索姆省的一个市镇，属于蒙迪迪耶区。

## 地理
拉讷维尔-西尔贝尔纳（49°44'31"N, 2°30'54"E）面积4.18 平方千米，位于法国上法蘭西大區索姆省，该省份为法国北部沿海省份，北起加来海峡省和北部省，西接滨海塞纳省和大西洋英吉利海峡，南至瓦兹省，东临埃纳省。
与拉讷维尔-西尔贝尔纳接壤的市镇（或旧市镇、城区）包括：布拉什、莫勒伊、勒普莱西耶-罗赞维莱尔、三河镇。
拉讷维尔-西尔贝尔纳的时区为UTC+01:00、UTC+02:00（夏令时）。

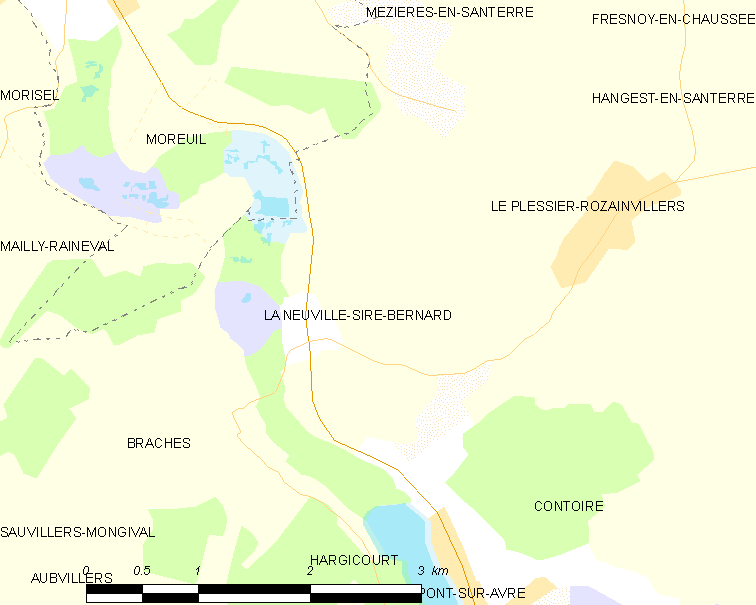
拉讷维尔-西尔贝尔纳的OSM定位图

## 行政
拉讷维尔-西尔贝尔纳的邮政编码为80110，INSEE市镇编码为80595。

## 政治
拉讷维尔-西尔贝尔纳所属的省级选区为莫勒伊县。

## 人口

1962-2008年间拉讷维尔-西尔贝尔纳人口变化图示

拉讷维尔-西尔贝尔纳于2022年1月1日时的人口数量为279人。